# Bettina Kashefi
Bettina Margareta Kashefi, född 6 oktober 1960 i Hudiksvall i Gävleborgs län, är en svensk ämbetsman. Hon var statssekreterare hos Cristina Husmark Pehrsson på Socialdepartementet med ansvar för sjukförsäkringar och pensioner 2006-2010 och hos Hillevi Engström på Arbetsmarknadsdepartementet 2010-2013.
Kashefi har tidigare tjänstgjort på Finansdepartementet som departementssekreterare 1988-1991, som kansliråd 1992-1998 och som enhetschef och departementsråd på ekonomiska avdelningens fördelningsanalysenhet 2001-2005. Hon har även varit huvudsekreterare och kanslichef på Delegationen för åtgärder mot felaktiga utbetalningar från trygghetssystemen 2005-2006.
2014 blev hon chefsekonom på Sveriges Kommuner och Landsting (SKL). Den 1 september 2016 tillträdde hon tjänsten som chefsekonom på Svenskt Näringsliv och lämnade tjänsten under hösten 2021.
Idag arbetar hon som kanslichef för Kommissionen för Skattenytta, som leds av tidigare Scaniachefen Leif Östling.
Kashefi har en samhällsvetarexamen med inriktning på samhällsekonomisk utrednings- och prognosmetodik från Uppsala universitet.
Kashefis far kommer från Iran och hon brukade tillbringa somrarna hos släkten i Iran före revolutionen 1979.